# Tullio Lauro
Tullio Sandro Lauro (Milano, 1º aprile 1946 – Milano, 4 giugno 2000) è stato un allenatore di pallacanestro, giornalista, telecronista sportivo e scrittore italiano.

## Biografia
Nasce nel capoluogo lombardo da Agostino Lauro e Giuseppina Santambrogio: si appassiona al basket iniziando a giocare a 14 anni nella squadra dell'oratorio del quartiere, la Loreto Basket.
Dopo un inizio di attività professionale nel settore della pubblicità, si dedica a tempo pieno alla pallacanestro. Alla fine degli anni ‘70, avvia la sua carriera di allenatore al Villasanta Basket inizialmente allenando la squadra maschile e successivamente la squadra femminile. Nel giro di 10 anni porta le ragazze del Villasanta dalla Promozione in A2, sfiorando l'A1.
Negli stessi anni si avvicina al giornalismo sportivo. Approdato al mensile Giganti del basket, nel giro di pochi anni finisce col diventarne caporedattore e poi azionista.
Insieme al basket, si dedica attivamente alla politica. Dopo una militanza giovanile nell'area della destra, negli anni '70 “incontra” Marco Pannella. Dalla metà degli anni '70 e per oltre 20 anni, partecipa attivamente alle iniziative politiche del Partito Radicale, organizzando le campagne di raccolta di firme per referendum popolari, presentandosi come candidato in diverse tornate elettorali e, negli anni '80, assumendo l'incarico di segretario dell'Associazione radicale milanese e di direttore del periodico politico di area radicale La pallacorda.
Da sempre tifoso dell'Olimpia Milano, negli anni '80 ne diventa la voce ufficiale con le telecronache degli incontri della squadra lombarda su Telenova e Antennatre. Conduce il programma Grande basket che, alla fine degli anni '80, conduce in studio insieme a Mike D'Antoni e a Flavio Tranquillo negli studi di Lombardia 7. Sono di quegli stessi anni diversi suoi libri sul basket italiano, tra cui uno, "Vivendo giocando", scritto a quattro mani con l'amico Mike D'Antoni.
A metà degli anni ‘90, lasciata la redazione di Giganti del Basket, fonda e assume la direzione del mensile Magic Basket, dedicato interamente al basket NBA. Nello stesso periodo collabora con Telemontecarlo come telecronista delle partite NBA insieme a Guido Bagatta. Nel 1999 inizia una nuova avventura, quando è chiamato da Claudio Arrigoni, allora direttore, a far parte della redazione sportiva di Tele+.
Muore improvvisamente a 54 anni, nella notte fra il 3 e il 4 giugno 2000, per un infarto.